# 기요타 이쿠히로
기요타 이쿠히로(일본어: 清田 育宏, 1986년 2월 11일 ~ )는 일본의 전 프로 야구 선수이며, 전 퍼시픽 리그인 지바 롯데 마린스의 소속 선수(외야수)이다.

## 인물

### 프로 입단 전
지바현 가마가야시 출신으로 가시와 시립 가시와 고등학교 시절에는 투수로 활약했는데 구속은 최고 속도인 140 km/h 전반이었다. 제구력도 좋아지면서 프로 야구 스카우트로부터 주목받고 있었지만 고교 졸업 후 도요 대학에 진학해 야구부에서도 투수를 맡았다. 대학 시절 3년 동안 활약했던 성적이 낮다는 이유를 들어 야수로 전향했고 4학년 춘계 시즌에는 타순은 4번 타자로 활약해 3개의 홈런과 14타점 등의 타격 성적을 남기면서 베스트 나인에 선정되었다.
대학 졸업 후 NTT 동일본에 입사했고 야구부에서는 입사 1년째인 2008년(제79회)과 다음해 2009년(제80회)에도 2년 연속으로 도시 대항 야구 대회에 출전했다. 특히 제79회는 JR동일본의 보강 선수로서 출전했고 이 때 후에 팀 동료가 되는 기무라 유타(도쿄 가스로부터 보강)와 함께 활약을 했다.
2009년 프로 야구 드래프트 회의 중의 하나인 신인 선택 회의에서 지바 롯데 마린스로부터 4순위 지명을 받아 입단했다. 동갑내기이자 우타자인 외야수 오기노 다카시가 1순위로 지명을 받은 적도 있어 애초에는 입단하는 데에 망설임은 있었지만 구단 측은 1순위와 동등한 연봉과 등번호인 1번을 제시하였고 자신도 이를 승낙했다.

### 프로 입단 후

#### 2010년
춘계 캠프에서 왼쪽 옆구리를 다쳐 시즌 개막은 2군에서 보냈지만 5월 말 오기노의 오른쪽 무릎 부상에 의해 교체되면서 1군으로 승격되었다. 프로 1년차인 정규 시즌 64경기에 출전해 타율 2할 9푼의 성적을 남겼다. 후에 오기노 다카시와는 서로 연락을 주고 받는 사이가 된다.
2010년 일본 시리즈 1차전에서 나가시마 시게오 이후가 되는 신인으로서의 1차전 홈런을 때려냈다. 이 시리즈에서는 전체 7경기에 모두 출전하면서 30타수 10안타 1홈런 6타점을 기록하는 등 일본 시리즈의 신인 선수 통산 최다 타점의 타이 기록을 달성하는 맹활약으로 우수 선수상을 수상했다.

#### 2011년

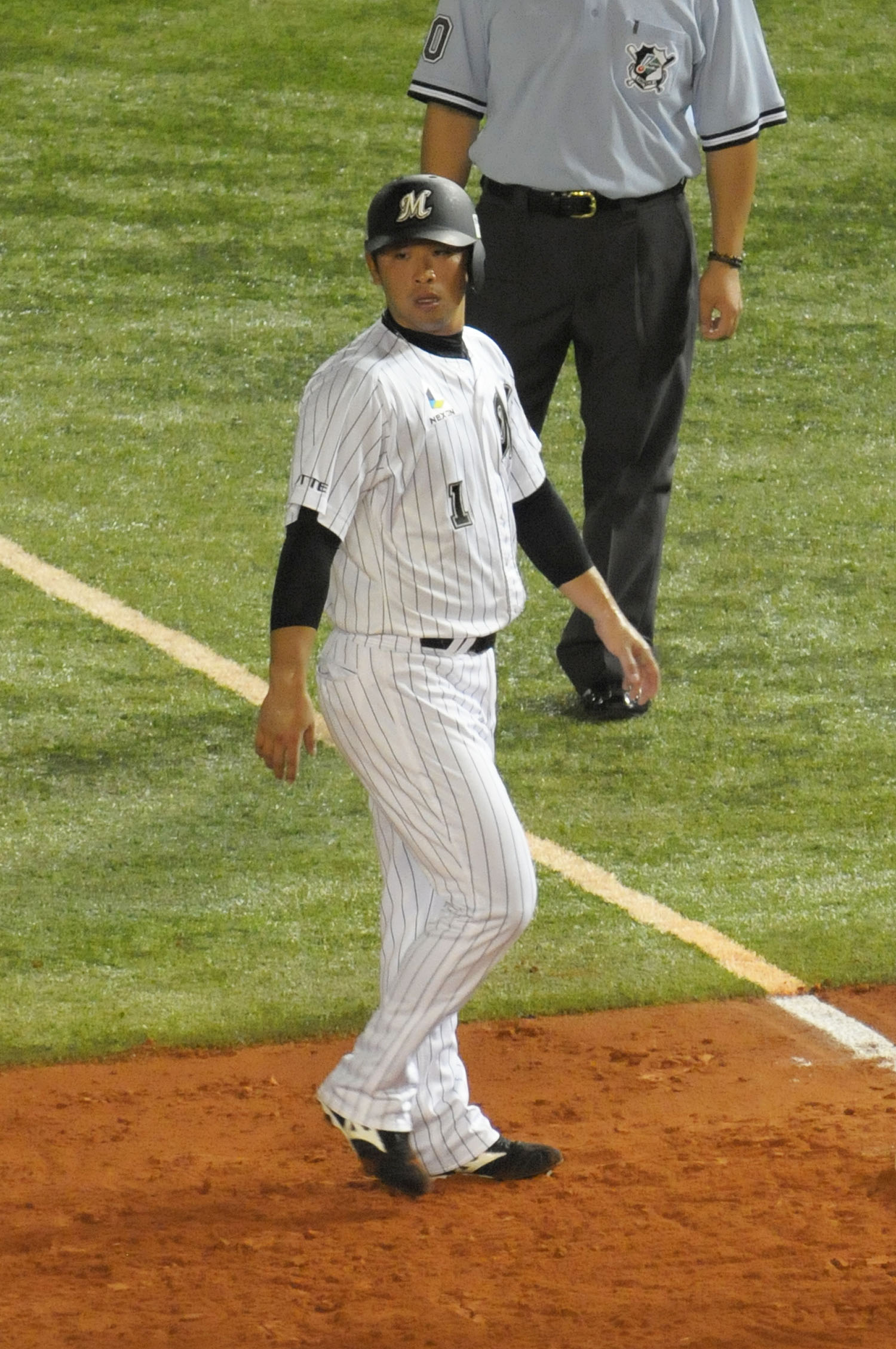
기요타 이쿠히로(2011년 8월 6일)

중견수의 자리를 오카다 요시후미에게 빼앗겨 시즌 도중에 부상으로 이탈된 적도 있어 성적도 급격하게 떨어졌다. 전반기에는 이시미네 쇼타, 후반기에는 가쿠나카 가쓰야와 병용되어 주로 우익수로서 출전해 타율 2할 4푼 4리, 홈런 3개, 25 타점의 성적을 남겼다. 시즌 타율은 낮았지만 좌완 투수와 상대할 때에는 3할 3푼의 타율을 기록하여 강한 면모를 보인 반면에 우완 투수와 상대할 때 타율 1할 7푼 8리의 저조한 성적을 남겼다. 또, 홈런 개수는 적었지만 규정 타석을 채우지 못한 선수 중에서는 1위(리그 14위 타이)인 21개의 2루타를 기록했다.

#### 2012년
1월 1일에 고교 시절의 동창생과 결혼했고 시즌 개막을 1군에서 맞이했다. 7월 말까지 65경기에 출전하였지만 타율 2할 3푼 2리라는 저조한 성적을 남겼고 8월 초에는 1군 등록이 말소되었다. 1개월 남짓을 2군에서 보내며 9월 12일 1군에 복귀한 이후에는 3할 8푼 3리의 타율을 남기는 등 타격 호조로 시즌 마지막 2경기에서는 4번 타자로서 기용되었다. 계약 갱신에서는 400만 엔이 증가된 3,000만 엔으로 갱신되었다.

#### 2021년
2021년 5월 23일 방출되었다.

## 상세 정보

### 출신 학교
- 가시와 시립 가시와 고등학교
- 도요 대학

### 선수 경력
사회인 시대
- NTT 동일본

프로팀 경력
- 지바 롯데 마린스(2010년 ~ )

### 수상·타이틀 경력
- 베스트 나인: 1회(2015년)
- 골든 글러브상: 1회(2015년)
- 일본 시리즈 우수 선수상: 1회(2010년)
- 올스타전 감투 선수상: 1회(2015년 1차전)

### 개인 기록

#### 첫 기록
- 첫 출장: 2010년 5월 24일, 대 한신 타이거스 1차전(한신 고시엔 구장), 7회초에 후쿠우라 가즈야의 대주자로서 도중 출장
- 첫 타석: 2010년 5월 25일, 대 한신 타이거스 2차전(한신 고시엔 구장), 8회초에 에구사 히로타카로부터 볼넷
- 첫 안타: 2010년 5월 26일, 대 히로시마 도요 카프 1차전(MAZDA Zoom-Zoom 스타디움 히로시마), 8회초에 빌 머피의 대타로서 출장, 디오니 소리아노로부터 중전 안타
- 첫 선발 출장: 2010년 5월 27일, 대 히로시마 도요 카프 2차전(MAZDA Zoom-Zoom 스타디움 히로시마), 7번·중견수로서 선발 출장
- 첫 타점: 2010년 6월 7일, 대 도쿄 야쿠르트 스왈로스 4차전(메이지 진구 야구장), 8회초에 요시카와 마사히로로부터 우익선상 적시 2루타
- 첫 홈런: 2010년 8월 4일, 대 도호쿠 라쿠텐 골든이글스 12차전(클리넥스 스타디움 미야기)), 5회초에 하세베 고헤이로부터 중월 2점 홈런
- 첫 도루: 2010년 9월 8일, 대 오릭스 버펄로스 20차전(교세라 돔 오사카), 1회표에 2루 안착(투수: 기사누키 히로시, 포수: 스즈키 후미히로)

#### 기타
- 올스타전 출장: 1회(2015년)

### 등번호
- 1(2010년 ~ )

### 연도별 타격 성적
| 연 도     | 소 속     | 경 기 | 타 석 | 타 수 | 득 점 | 안 타 | 2 루 타 | 3 루 타 | 홈 런 | 루 타 | 타 점 | 도 루 | 도 루 자 | 희 생 번 | 희 생 플 | 볼 넷 | 고 4 | 사 구 | 삼 진 | 병 살 타 | 타 율 | 출 루 율 | 장 타 율 | O P S |
| --------- | --------- | ----- | ----- | ----- | ----- | ----- | ------- | ------- | ----- | ----- | ----- | ----- | -------- | -------- | -------- | ----- | ---- | ----- | ----- | -------- | ----- | -------- | -------- | ----- |
| 2010년    | 지바 롯데 | 64    | 223   | 186   | 34    | 54    | 11      | 0       | 2     | 71    | 18    | 5     | 1        | 11       | 1        | 19    | 0    | 6     | 51    | 3        | .290  | .373     | .382     | .755  |
| 2011년    | 지바 롯데 | 78    | 262   | 238   | 16    | 58    | 21      | 0       | 3     | 88    | 25    | 2     | 1        | 3        | 3        | 15    | 0    | 3     | 63    | 2        | .244  | .293     | .370     | .663  |
| 2012년    | 지바 롯데 | 87    | 292   | 253   | 28    | 71    | 15      | 2       | 3     | 99    | 29    | 5     | 5        | 3        | 2        | 34    | 1    | 0     | 46    | 5        | .281  | .363     | .391     | .754  |
| 2013년    | 지바 롯데 | 68    | 223   | 184   | 23    | 47    | 9       | 2       | 3     | 69    | 18    | 3     | 2        | 6        | 2        | 29    | 0    | 5     | 51    | 5        | .255  | .359     | .375     | .734  |
| 2014년    | 지바 롯데 | 24    | 59    | 47    | 8     | 8     | 2       | 1       | 4     | 24    | 10    | 0     | 1        | 2        | 0        | 8     | 0    | 2     | 16    | 1        | .170  | .316     | .511     | .826  |
| 2015년    | 지바 롯데 | 130   | 548   | 489   | 67    | 155   | 38      | 4       | 15    | 246   | 67    | 10    | 4        | 0        | 2        | 54    | 0    | 3     | 93    | 11       | .317  | .387     | .503     | .890  |
| 통산: 6년 | 통산: 6년 | 451   | 1607  | 1397  | 176   | 393   | 96      | 9       | 30    | 597   | 167   | 25    | 14       | 25       | 10       | 159   | 1    | 16    | 320   | 27       | .281  | .359     | .427     | .789  |

- 2014년 시즌 종료 기준.
- 굵은 글씨는 시즌 최고 성적

### 연도별 수비 성적
| 연도 | 외야 | 외야 | 외야 | 외야 | 외야 | 외야   |
| 연도 | 경기 | 척살 | 보살 | 실책 | 병살 | 수비율 |
| ---- | ---- | ---- | ---- | ---- | ---- | ------ |
| 2010 | 59   | 101  | 2    | 2    | 1    | .981   |
| 2011 | 67   | 139  | 4    | 1    | 0    | .993   |
| 2012 | 82   | 186  | 3    | 3    | 0    | .984   |
| 2013 | 63   | 131  | 3    | 2    | 1    | .985   |
| 2014 | 24   | 26   | 1    | 0    | 0    | 1.000  |
| 통산 | 295  | 583  | 13   | 8    | 2    | .987   |

- 2014년 시즌 종료 기준.